# 意大利半島

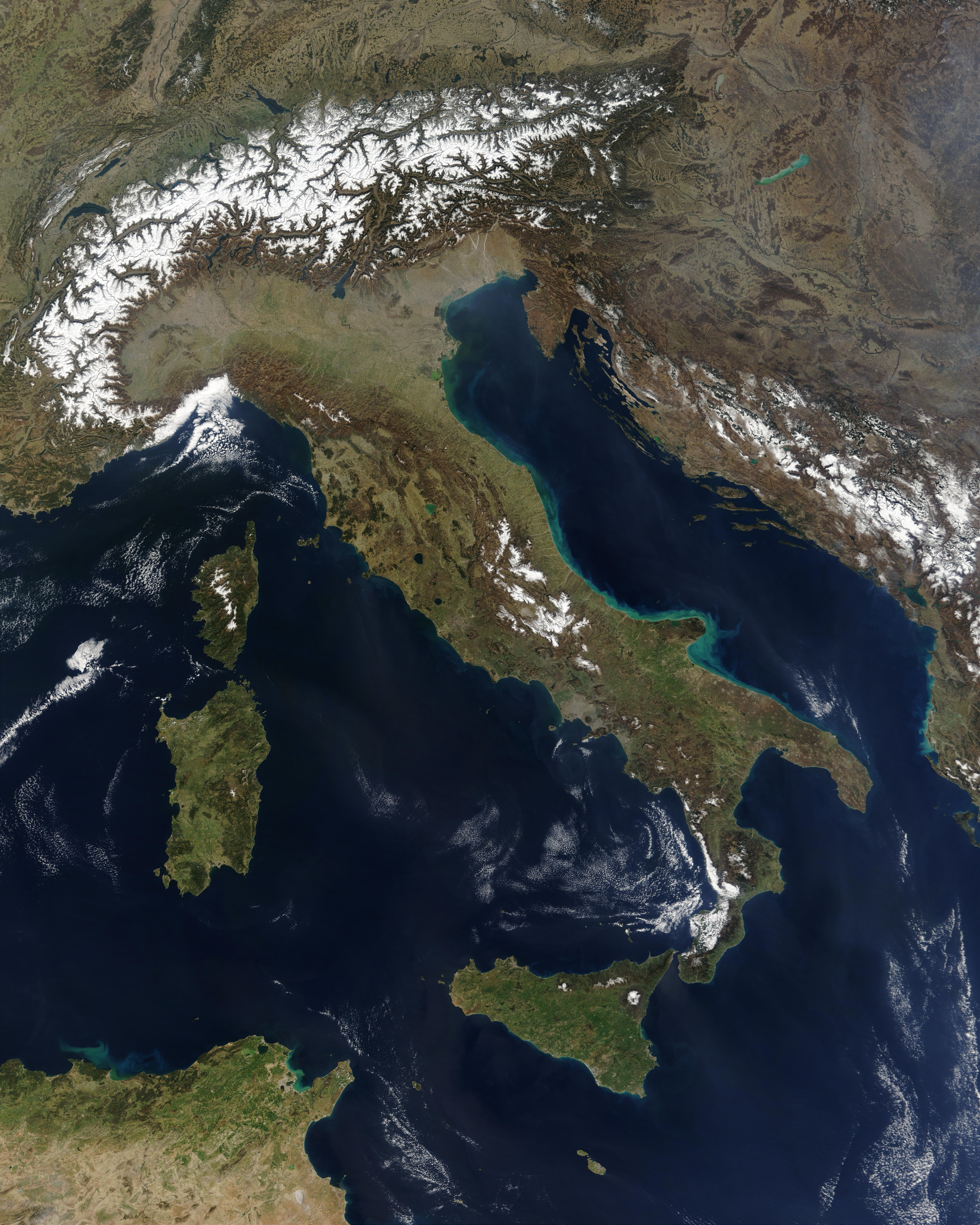
春天時亞平寧半島的衛星圖

義大利半島（義大利語：Penisola italiana），又名亚平宁半岛 (Apennines)（義大利語：Penisola appenninica）是南欧洲三大半岛之一，位居三大半島的中間，在地中海之北。亞平寧半島北起波河流域，南至地中海中心，長達1000公里。
義大利半島西面為第勒尼安海，南面為爱奥尼亚海，東面為亚得里亚海；整個亚平宁山脉橫亙其中，意大利的大部分国土也在其中，也因此得名。除了義大利，半島上還有聖馬力諾及梵蒂冈兩個國家。此外，此半島長期以來有靴子（義大利語：Lo Stivale）這個暱稱，這個名稱來自於它的形狀。卡拉布里亚被形容是足尖，薩蘭托被形容為足跟，加爾加諾（Gargano）則是馬刺。
42°N 14°E / 42°N 14°E